# Notfall-Dosiswerte-Verordnung
Die Notfall-Dosiswerte-Verordnung (NDWV) wurde im Rahmen einer umfassenden Modernisierung des deutschen Strahlenschutzrechts die den Schutz vor der schädlichen Wirkung ionisierender Strahlung gewährleisten soll, erlassen. Mit ihr wurden spezifische Vorgaben für den Schutz bei radiologischen Notfällen als Rechtsverordnung erlassen, die bis dahin Gegenstand einer Empfehlung der Strahlenschutzkommission (SSK) waren.
Die Verordnung legt Dosiswerte fest, die in einem radiologischen Notfall als Kriterium für die Angemessenheit folgender Schutzmaßnahmen dienen:
- Aufforderung zum Aufenthalt in Gebäuden,
- Verteilung von Jodtabletten oder Aufforderung zur Einnahme von Jodtabletten und
- Evakuierung.

Diese Notfall-Dosiswerte beziehen sich auf die Dosis, welche nach Eintritt des Notfalls eine fiktive Bezugsperson ohne Schutzmaßnahmen bei ununterbrochenem Aufenthalt im Freien in einem bestimmten Zeitraum erhalten würde.